# 大和製衡
大和製衡株式会社（やまとせいこう、英称：YAMATO-SCALE Co.,Ltd.）は、兵庫県明石市に本社を置く、各種計測機器の製造販売をおこなう企業である。

## 会社概要
家庭用のはかりから業務用の計測機器まで、社名の通り衡機（はかり）を中心に様々な計量器類の製造販売を行う。特に工業用計量器分野に強みを持ち、トラックスケールで国内トップシェア。また国内自動車メーカーが採用する実車用の風洞天秤は、全て同社製品である。
元々は戦前に大日本帝国海軍が実戦用に配備した戦闘機「紫電改」などを開発したことで知られる川西航空機の親会社川西機械製作所の系列会社として創業し、今日まで川西家一族から社長を出すなど、川西財閥色が残る企業の一社でもある。

## 沿革
- 1922年 株式會社 川西機械製作所に製衡部を設立。
- 1945年 川西機械製作所の製衡部を独立させ、大和製衡株式會社として発足。
- 1954年 昭和天皇・香淳皇后が行幸啓、工場を視察する。
- 1969年 デジタル電子式はかりの生産を開始。全自動タイヤバランサを開発。
- 1987年 ドイツに子会社Yamato Scale GmbHを設立。
- 1993年 アメリカに子会社Yamato Corporationを設立。
- 1994年
  - イギリスに子会社Yamato Scale Dataweighを設立。
  - 通商産業大臣により「指定製造事業者」第1号に指定を受ける。
  - 国際規格ISO9002の認証を取得。
- 1998年
  - アメリカにYamato Corporation Dataweigh Divisionを設立。
- 2000年
  - フランスにYamato Scale Franceを設立。
  - 国際規格ISO9001の認証を取得。
- 2002年
  - 国際規格ISO9001（2000年版）の認証を取得。
- 2006年
  - 国際規格ISO14001の認証を取得。
  - ロシアにYamato Scale Russiaを設立。
- 2008年
  - インドにYamato Scale India Private Limitedを設立。
- 2010年
  - オランダにYamato Scale Beneluxを設立。
- 2013年
  - アメリカにYamato Corporation West Coast Officeを設立。
  - アラブ首長国連邦にYamato Scale Co.,Ltd. Middle Eastを設置。
- 2014年
  - メキシコにYamato Scale de México, S. de R.L. de C.Vを設立。
- 2015年
  - タイにYamato Scale (Thailand) Co.,Ltd.を設立。
- 2016年
  - イタリアにYamato Scale Italyを設立。
- 2018年
  - 南アフリカにYamato South Africaを設立。

## 主な製品
家庭用（キッチンスケール、ヘルスメーター、レタースケールは同社の登録商標）
産業用（組み合わせはかり「データウェイ」、台ばかり、トラックスケール、「パンダの体重計」など）
- 小売業・卸売業・物流
- 充填・包装用
- 検査・選別用
- 一般産業用
- 健康関連用